# Prionolabis shikokuana
Prionolabis shikokuana är en tvåvingeart som först beskrevs av Alexander 1953.  Prionolabis shikokuana ingår i släktet Prionolabis och familjen småharkrankar. Inga underarter finns listade i Catalogue of Life.